# Michael J. Roberts
Michael James Roberts ist ein US-amerikanischer Agrarökonom. Er ist Professor an der North Carolina State University.

## Leben
Roberts studierte Wirtschaftswissenschaften und Entscheidungstheorie an der University of California, San Diego (B.A., 1992). Darauf folgte 1994 ein Master in angewandter Ökonomie an der Montana State University. Einen M.A. in Statistik und einen Ph.D. in Agrarökonomie schloss Roberts 2000 an der University of California, Berkeley ab. Bis 2008 arbeitete er für den Economic Research Service (ERS) des USDA. Seit 2008 lehrt er an der North Carolina State University.

## Arbeit
Roberts Forschung ist zwischen Agrar- und Umweltökonomie angesiedelt. Beim ERS hat er unter anderem die Effekte der Agrarpolitik auf Produktion, Landnutzung und Betriebsgröße untersucht. Später begann er mit der Forschung zu den Folgen der globalen Erwärmung für die Landwirtschaft sowie den Auswirkungen von Biokraftstoffen auf die globalen Nahrungsmittelpreise und deren Volatilität. Daneben arbeitet er an Auftragsauktionen, um die Kosten der CO2-Sequestrierung zu senken.